# Presidentskandidaat
Een presidentskandidaat is iemand die zich kandidaat heeft gesteld voor de functie van president bij presidentsverkiezingen. 

## Frankrijk
De president van Frankrijk wordt gekozen middels algemeen kiesrecht voor een periode van vijf jaar. Als in een eerste verkiezingsronde geen enkele kandidaat een absolute meerderheid haalt, volgt een tweede ronde. In die ronde wint de kandidaat met de meeste stemmen.

## Mexico
In Mexico was het tientallen jaren gebruikelijk dat de zittende president van de Institutioneel Revolutionaire Partij (PRI) de volgende kandidaat voor het presidentschap aanwees: de dedazo (vingerwijzing). Door de hegemonie van de PRI van de jaren 30 tot aan de jaren 90 van de vorige eeuw betekende dit effectief dat de president zijn opvolger kon benoemen. Pas in 1988 moest de PRI-kandidaat voor het eerst zijn best doen tijdens de presidentsverkiezingen. In 2000 werd de PRI-kandidaat voor het eerst verslagen door Vicente Fox.

## Verenigde Staten
In de Verenigde Staten wordt om de vier jaar een president gekozen. In de praktijk zijn er twee kandidaten die meedingen in de eindstrijd om het presidentschap: een Democratische kandidaat en een Republikeinse kandidaat. 
Deze kandidaten zijn vaak zelf gekozen, als kandidaat voor het presidentschap namens hun politieke partij via voorverkiezingen. Ze zijn dus eerst kandidaat-presidentskandidaat. De officiële nominatie van "The next president of the United States" vindt plaats op een grootschalige partijconventie in de zomer, maar wie het worden zal is tegenwoordig al maanden van tevoren bekend, meestal vanaf rond Super Tuesday. Dat was in de 19e eeuw wel anders: toen werd op de conventies nog tot het laatste moment in achterkamertjes gekonkeld, zoals bij de nominatie van Abraham Lincoln. Als de zittende president ook meedingt naar het presidentschap, dan wordt deze veelal gemakkelijk presidentskandidaat namens zijn partij.
Naast de kandidaten van de twee grote partijen zijn er vaak vele kansloze presidentskandidaten, waarvan er zo nu en dan één een respectabel aantal stemmen weet te verkrijgen. Ralph Nader is hier het meest recente voorbeeld van. Deze was presidentskandidaat namens de Green Party in 1996 en 2000 en onafhankelijk kandidaat in 2004. In 1992 kreeg de onafhankelijke Ross Perot een relatief hoge 19% van de stemmen.